# 蟾蜍二烯内酯
蟾蜍二烯内酯又称蟾毒内酯、蟾蜍二烯酸内酯、蟾蜍二烯羟酸内酯，是一种带有腺甾烷结构的化合物，其甾环17号位上的侧链带有2-吡喃酮基团，其衍生物包括有许多蟾蜍甾型的糖苷配基，是强心苷的两大类型之一，另一类为心甾内酯衍生的强心甾型糖苷配基。蟾蜍二烯内酯和其衍生的糖苷都带有毒性，会引起心跳过缓、心室性心搏過速、心搏停止等一系列心脏疾病。

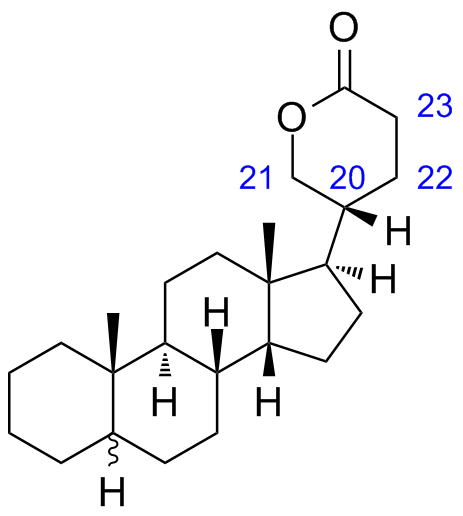
蟾蜍甾的结构

## 延伸阅读
- Steyn, PS; Heerden, FR van (1998). Bufadienolides of plant and animal origin （页面存档备份，存于）, Natural Product Reports, 15(4):397-413.